# Cabo Zanni
Cabo Zanni ist ein Kap an der Black-Küste des Palmerlands auf der Antarktischen Halbinsel. Es liegt südlich des Kap Fanning an der Nordseite der Einfahrt zum Violante Inlet.
Argentinische Wissenschaftler benannten es. Der weitere Benennungshintergrund ist nicht überliefert.